# 樛斿
樛斿（？—？），名斿，一作樛游，秦國相邦，戰國中期人。
秦惠文王四年（前334年），天子周顯王送给秦惠文王文武胙。秦国新设立相邦官职，樛斿担任第1任相邦。惠文王十年（前328年），张仪接替相邦职位，樛斿离任。惠文王更元三年（前322年），秦国使张仪入魏国任相国。樛斿代张仪为相，去魏国与张仪配合游说连横，劝魏国联合秦国。更元七年（前318年），乐池相秦，樛斿免相职。《相邦樛斿戈》有铭文：“四年相邦 樛斿 之造栎阳工上造间 吾”。一说嫪毐是他的后裔。